# Mohelka
Die Mohelka ist ein rechter Zufluss der Jizera (Iser) in Tschechien.

## Verlauf
Die Mohelka entspringt im Isergebirge als Mohelnice südlich des Maršovický vrch (743 m), einem Vorberg des Černá studnice (deutsch: Schwarzbrunnberg) in der Gemeinde Maršovice (deutsch: Marschowitz) in 570 m n.m.
Sie fließt zunächst in westliche Richtungen durch den Jeschken-Kosakow-Kamm, wo am Fluss die Orte Kokonín, Pulečný, Rychnov u Jablonce nad Nisou (deutsch: Reichenau bei Gablonz an der Neiße) und  Rádlo (deutsch: Radl)  liegen. Hier wendet sie sich nach Süden und entlang der Mohelka führt bis Žďárek die Schnellstraße R 35 /  E 442 zwischen Liberec und Turnov.
Weitere Orte am, dann westwärts verlaufenden, Fluss sind Hodkovice nad Mohelkou, Žďárek, Radostín, Sychrov, Třtí, Letařovice und Libíč. Hier ändert die Mohelka ihre Richtung nach Südwesten und es folgen die Dörfer Janovice, Podhora u Pěnčína, Chlístov, Buřínsko, Chocnějovice und Podhora. Zwischen Horní Mohelnice, Mohelnice nad Jizerou und Sychrov nad Jizerou mündet die Mohelka nach 41,6 km in einer Höhe von 219,7 m n.m. in die Jizera. Über der Mündung thront am linken Ufer der Iser die Ruine der Burg Zásadka. Das Einzugsgebiet des Flusses beträgt 176,5 km².

## Zuflüsse
- Jeřmanický potok (rechts), bei Rádlo
- Bezděčínský potok (links), Hodkovice nad Mohelkou
- Oharka (rechts), Slavíkov
- Ještědka (rechts), Libíč
- Malá Mohelka (rechts), Podhora